# (10285) Renémichelsen
10285 Renemichelsen (1982 QX1) – planetoida z pasa głównego asteroid okrążająca Słońce w ciągu 3,61 lat w średniej odległości 2,35 j.a. Odkryta 17 sierpnia 1982 roku.